# Stéphane Curaudeau
 (février 2013).
Stéphane Curaudeau a été 2 fois vice-champion du monde de BMX professionnel et il continue sa carrière avec un spectacle nommée Extreme Tour depuis 2012.

## Spectacle
- (année inconnue) : Cirque Riva del Garda;
- 1993 : Championnats du monde 1993 de bicross, freestyle;
- 2007 : Festival européen des artistes de cirque de Saint-Paul-lès-Dax;
- 2012 : Extreme Tour.

## Télévision
- 1993 : Un Pour Tous, France 2